# Henri Bénard
Henri Bénard, francoski fizik, * 1874, † 1939.
Bénard je najbolj znan po svojem raziskovanju prestopa toplote (konvekcije) v kapljevinah. Konvekcijske celice, ki spontano nastanejo v plasti kapljevine, se imenujejo po njem Bénardove celice. 

## Življenje in delo
Diplomiral je na École normale supérieure. Doktoriral je 15. marca 1901 na Francoskem kolegiju z nalogo Les Tourbillons cellulaires dans une nappe liquide propageant de la chaleur par convection en régime permanent.
Leta 1900 je prvi izvedel poskus, iz katerega je bil razviden nastanek konvekcijskih celic, in, ki je prikazal teorijo disipativnih sistemov. Kovinsko posodo je napolnil s tanko plastjo kapljevine. Zgornjo površino kapljevine je pustil v stiku z okoliškim zrakom. Če je ohranjal dovolj visoko temperaturo posode, je lahko na zgornji površini kapljevine opazoval lepe šestkotne vzorce. Njegove poskuse je leta 1916 nadaljeval lord Rayleigh.

## Priznanja
Nagrade
Leta 1929 je prejel Bordinovo nagrado pariške akademije znanosti za svoje delo o vrtincih.
Poimenovanja
Po njem se imenuje raziskovalno srdišče ERCOFTAC v Lyonu.